# 初雪號驅逐艦 (吹雪型)
「初雪」號驅逐艦（はつゆき）是大日本帝國海軍第37號驅逐艦，「吹雪型驅逐艦」的三號艦。於舞鶴工作部動工，在1929年至1943年間服役。其命名繼承自神風型驅逐艦的同名艦，是第二艘被命名為「初雪」的戰艦。其名字戰後由海上自衛隊的初雪级護衛艦的一號艦繼承，目前該艦已經於2010年退役。

## 簡介
吹雪型驅逐艦是日本海軍在簽署《華盛頓海軍條約 》後，透過強化不受條約限制的輕巡洋艦以下補助艦艇，以彌補和英美海軍之間的差距而設計及建造的新型軍艦。藤本喜久雄造船大佐參照「夕張」號輕巡洋艦，大幅輕量化後完成設計。當中封閉式艦橋、砲塔式主砲等都成為後來日本海軍驅逐艦的基本設計。
「吹雪型」由於建造期間長，不同階段的設計都有所變更，其中「初雪」號驅逐艦屬「吹雪型」的「特I型」，是先行設計及建造的十艘之一。

## 特點
「特I型」吹雪型驅逐艦備有高干舷、長首樓船型及飛剪式艦首，並採用封閉式艦橋。相較過去的驅逐艦，「吹雪型」擁有較大的居住區，大幅改善船員的起居生活。此外，「吹雪型」為日本海軍首次在艦上安裝50倍口徑三年式雙聯裝炮的驅逐艦。但由於大幅輕量化，「吹雪型」艦體強度不足，重心較高影響了其穩定性，在經歷第四艦隊事件後才作出改造。

## 建造經緯
於1927年4月12日在舞鶴工作部動工，被命名為「第37號驅逐艦」，後來於1928年8月1日，改名為「初雪」號，級別屬於一等驅逐艦。
於1929年3月30日正式完工，加入第2艦隊第2水雷戰隊第11驅逐隊正式服役。

## 艦歷
於1930年12月1日至1931年12月1日轉為予備役，返回母港進行整修及改造。
於1935年9月26日，加入為進行演習而編成的第四艦隊，在司令長官松下元指揮下，於超惡劣海象下進行演習，試圖檢驗船艦的耐波性，結果因風浪過大，以及艦體強度不足、設計時船艦重心過高等因素，令「初雪」號艦首斷裂。断裂漂流的艦首后来被那智号发现，但由于无法拖走，并且由于通讯室在艦首，为防止泄密，那智号将艦首连同上面幸存的船员击沉。
於1937年中國抗日戰爭期間，曾參與攻佔上海市、杭州灣戰爭，其後又參與日軍入侵法屬印度支那 （日语：／?）戰役、太平洋戰爭、南方侵略作戰、中途島海戰及所羅門群島作戰等多場戰役。
於1941年12月4日至1942年1月30日，加入第1艦隊第11驅逐隊，與「鈴谷」號重巡洋艦、「熊野」號重巡洋艦、「最上」號重巡洋艦及「三隈」號重巡洋艦在三亞、金蘭灣及法屬印度支那一帶海域巡弋，以支援馬來亞戰役。
於1942年3月12日至23日參與蘇門答臘及安達曼群島侵略戰，並在布萊爾港一帶巡弋，至1942年4月中回到吳海軍工廠維修。
於1942年6月作為主力部隊之一參加了中途島海戰。之後在8月至9月期間，多次協助運送部隊到所羅門群島，並在9月其中一次任務中協助擊沉了美軍兩艘驅逐艦。
於1942年10月11 日至12日，在薩沃島海戰中救起了「古鷹」號重巡洋艦的518名船員後，又在14至15日為嚴重受損的「青葉」號重巡洋艦護航，並在26日的聖克魯斯群島戰役中擔當戒備艦。
於1942年11月初，協助日軍撤離瓜達康納爾島，並參與了12至15日的瓜達康納爾海戰。在該場海戰中，「初雪」號原被指派作護航艦，但在戰鬥中改派往前綫作戰，協助擊沉了4艘美軍驅逐艦。
於1942年12月運送物資往拉包爾後，被派往為「飛鷹」號航空母艦護航，返回吳海軍工廠。
於1943年1月，由釜山途經帛琉前往韋瓦克，並在所羅門群島一帶海域巡邏，並在2月再加入第8艦隊。
於1943年3月，奉命救助在俾斯麥海海戰中的倖存者後返回吳市。5月時為「大鷹」號航空母艦護航前往新加坡，之後返回佐世保鎮守府。於6月回到拉包爾，再次展開運送物資之旅。
於1943年7月5日，在庫拉灣海戰遭遇美軍艦隊，在戰鬥中「初雪」號的舵受損，6名船員戰死。至7月17日，在前往布因途中，遭美軍戰機轟炸，其中一枚炸彈擊中火藥庫引起爆炸沉沒，超過120名船員陣亡及36人受傷。於同年10月15日除籍。

## 主要技術數據及武器裝備
| 技術數據   | 服役時 （1929年）                                | 改造後 （1936年）                               |
| ---------- | ------------------------------------------------ | ----------------------------------------------- |
| 標準排水量 | 1,680噸                                          | 2090噸                                          |
| 滿載排水量 | 1,980噸                                          |                                                 |
| 全長       | 118.5米                                          | 118.5米                                         |
| 全闊       | 10.36米                                          | 10.36米                                         |
| 吃水       | 3.19米                                           |                                                 |
| 鍋爐       | 艦本式ロ號専燒罐4座                              |                                                 |
| 引擊       | 艦本式渦輪發動機2台（2軸）                       |                                                 |
| 軸馬力     | 50,000匹                                         |                                                 |
| 速度       | 38節                                             | 34節                                            |
| 續航距離   | 5,000海里/14節                                   |                                                 |
| 乘員       | 219名                                            |                                                 |
| 主砲       | 127mm 50倍口徑三年式雙聯裝炮3座 6門              | 127mm 50倍口徑三年式雙聯裝炮2座 4門             |
| 機槍       | 7.7mm 九二式機槍2挺                              | 7.7mm 九二式機槍2挺                             |
| 魚雷       | 610mm 一二年式三聯裝魚雷發射管3座 9門 八年式魚雷 | 610mm 九0年式三聯裝魚雷發射管3座 9門 九三式魚雷 |
| 其他       | 深水炸彈投射機2座 深水炸彈投下軌2道              | 深水炸彈投射機2座 深水炸彈投下軌2道             |

※空白為不明。

## 歷代艦長

### 艤装員長
1. 石橋三郎中佐：1928年12月10日 -

### 艦長
1. 石橋三郎中佐：1929年3月30日 -
2. 福原一郎中佐：1929年11月30日 -
3. 河原金之輔少佐：1930年12月1日 - 1931年12月1日-第二予備艦
4. （兼）直塚八郎中佐：1931年12月1日 -
5. （兼）金桝義夫少佐：1932年1月11日 - 5月16日[7]
6. 山口次平中佐：1932年7月1日 -
7. 久宗米次郎中佐：1933年11月15日 -
8. （兼）杉本道雄中佐：1935年1月15日 - 4月1日-時任「白雪」號艦長
9. （兼）小川莚喜少佐：1936年3月11日 - [7]
10. 島居威美少佐：1936年6月15日 -
11. 廣瀬貞年中佐：1937年12月1日 -
12. 一門善記少佐：1938年6月25日 -
13. 山隈和喜人中佐：1938年12月1日 -
14. 岩橋透少佐：1939年12月1日 -
15. 神浦純也少佐：1941年8月20日 -
16. 山口達也少佐：1942年5月12日 -
17. 杉原與四郎少佐：1943年5月30日 -

## 同型艦
- 吹雪號驅逐艦，吹雪型驅逐艦一號艦
- 白雪號驅逐艦，吹雪型驅逐艦二號艦
- 深雪號驅逐艦，吹雪型驅逐艦四號艦
- 叢雲號驅逐艦，吹雪型驅逐艦五號艦
- 東雲號驅逐艦，吹雪型驅逐艦六號艦
- 薄雲號驅逐艦，吹雪型驅逐艦七號艦
- 白雲號驅逐艦，吹雪型驅逐艦八號艦
- 磯波號驅逐艦，吹雪型驅逐艦九號艦
- 浦波號驅逐艦，吹雪型驅逐艦十號艦